# Estoy soñando
«Estoy soñando» es una canción y un sencillo que publicó ABBA sólo en algunos países. Es la versión en español de I Have A Dream.

## Canción
La música fue compuesta por Benny y Björn, pero la letra fue traducida al español por Mary y Buddy McCluskey. Fue grabada en septiembre de 1979 en el estudio de Polar Music. La canción habla sobre como debemos de tener un sueño, un propósito para así hacer valer nuestra vida. Este tema viene incluido en los álbumes Gracias por la Música como la pista número 6, en Greatest Hits Vol. 2 edición Venezuela como la pista número 7 y en ABBA Oro, es la pista número 7.
ABBA ya había tenido su primer éxito en español con Chiquitita, pero muchos especulaban que fue solamente suerte, y lo que había gustado era la canción y no el grupo. Para probar que eso no era del todo cierto, ABBA grabó Estoy Soñando para ser lanzado como sencillo. El resultado fue un hit en el Top Ten en Argentina, Chile, Costa Rica, México y España, logrando así afirmar la presencia de ABBA en el mercado hispano, y animando al grupo a grabar un LP completamente en español.

## El Lado B
En cada país el lado B fue elegido para ajustarse a los lanzamientos según el territorio
- En España, Francia y Chile fue "As Good As New".
- En Argentina  fue "Does Your Mother Know?", que no había sido lanzado como sencillo y se dejó como lado B.
- En México fue "Rock Me", porque tanto "As Good As New", como "Does Your Mother Know?" había sido lanzados como sencillos.

## Vídeo
Fue hecho el 5 de septiembre de 1979, el mismo día que el de Gimme! Gimme! Gimme!. El grupo canta la canción en el estudio A de Polar Music, con una vela enfrente de ellos. Fue dirigido por Lasse Hallström.
Actualmente sólo está disponible como el bonus track de los DVDS de The Definitive Collection (DVD) y The Complete Studio Recordings.

## Listas
| Lista                                | Posición |
| ------------------------------------ | -------- |
| Colombia Top 100                     | 1        |
| Chile Singles Chart                  | 2        |
| México Lista de Sencillos en Español | 3        |
| Argentina Top 10 Singles Chart       | 4        |
| España Los 40 Principales            | 9        |
| España Singles/Ventas Chart          | 15       |